# Wilson Mano
Wilson Carlos Mano (ur. 23 maja 1964 w Auriflamie) – piłkarz brazylijski, występujący podczas kariery na pozycji defensywnego pomocnika.

## Kariera klubowa
Wilson Mano karierę piłkarską rozpoczął w klubie XV de Jaú w 1981. Najlepszy okres w karierze Wilsona Mano to gra w Corinthians Paulista. W Corinthians 31 sierpnia 1986 w wygranym 3-0 meczu z Goiás EC Wilson Mano zadebiutował w lidze brazylijskiej. Z Corinthians zdobył mistrzostwo Brazylii w 1990 oraz mistrzostwo São Paulo – Campeonato Paulista w 1988.
W latach 1992–1993 występował w występował w Japonii w Yamaha Motors i Fujicie. W 1994 powrócił do Corinthians. W barwach Corinthians rozegrał łącznie 408 spotkań, w których strzelił 35 bramek. W 1995 występował w EC Bahia. W Bahii 24 września 1995 przegranym 2-5 meczu z Portuguesą Wilson Mano po raz ostatni wystąpił w lidze.
Ogółem w latach 1986–1995 w lidze brazylijskiej wystąpił w 143 meczach, w których strzelił 11 bramek. Karierę zakończył w 1996 w Fortalezie.

## Kariera reprezentacyjna
Wilson Mano w reprezentacji Brazylii jedyny raz wystąpił 26 lutego 1992 w wygranym 3-0 towarzyskim meczu z reprezentacją USA.